# Гойя (премия, 2012)
XXVI церемония вручения премии «Гойя» состоялась 19 февраля 2012 года в мадридском Дворце конгрессов. Ведущая — испанская актриса Эва Аче.

## Номинации

### Главные премии
| Лучший фильм | Лучший режиссёр |
| --- | --- |
| - Нет мира для нечестивых / No habrá paz para los malvados - Блэкторн / Blackthorn - Кожа, в которой я живу / La piel que habito - Спящий голос / La voz dormida | - Энрике Урбису — Нет мира для нечестивых / No habrá paz para los malvados - Педро Альмодовар — Кожа, в которой я живу / La piel que habito - Матео Хиль — Блэкторн / Blackthorn - Бенито Самбрано — Спящий голос / La voz dormida                                                                    |
| Лучший актёр | Лучшая актриса |
| - Хосе Коронадо — Нет мира для нечестивых / No habrá paz para los malvados - Антонио Бандерас — Кожа, в которой я живу / La piel que habito - Даниэль Брюль — Ева: Искусственный разум / Eva - Луис Тосар — Крепкий сон / Mientras duermes                             | - Елена Анайя — Кожа, в которой я живу / La piel que habito - Инма Куэста — Спящий голос / La voz dormida - Вероника Эчеги — Катманду: зеркало неба / Katmandú: Un Espejo En El Cielo - Сальма Хайек — Последняя искра жизни / La Chispa de la Vida                                                   |
| Лучший актёр второго плана | Лучшая актриса второго плана |
| - Льюис Омар — Ева: Искусственный разум / Eva - Рауль Аревало — Кузены / Primos - Хуанхо Артеро — Нет мира для нечестивых / No habrá paz para los malvados - Хуан Диего — 23 °F. La Película                                                                           | - Ана Вагенер — Спящий голос / La voz dormida - Пилар Лопес де Айала — Пожиратели / Intruders - Гойя Толедо — Мактуб / Maktub - Марибель Верду — От твоего окна до моего / De Tu Ventana a la Mía |
| Лучший мужской актёрский дебют | Лучший женский актёрский дебют |
| - Хан Корнет — Кожа, в которой я живу / La piel que habito - Марк Клотет — Спящий голос / La voz dormida - Адриан Ластра — Кузены / Primos - Хосе Санчес Мота — Последняя искра жизни / La Chispa de la Vida                                                           | - Мария Леон — Спящий голос / La voz dormida - Альба Гарсия — Вербо / Verbo - Мишель Дженнер — Не бойся / No Tengas Miedo - Бланка Суарес — Кожа, в которой я живу / La piel que habito |
| Лучший оригинальный сценарий | Лучший адаптированный сценарий |
| - Нет мира для нечестивых / No habrá paz para los malvados — Энрике Урбису и Микель Гастамбиде - Блэкторн / Blackthorn — Мигель Баррос - Ева: Искусственный разум / Eva — Марти Рока, Серхи Бельбель, Кристина Клементе и Аинтса Серра - Полночь в Париже — Вуди Аллен | - Морщинки / Arrugas — Анхель Крус, Игнасио Феррерас, Пако Рока и Росанна Сеччини - Катманду: зеркало неба / Katmandú: Un Espejo En El Cielo — Исиар Больяин - Кожа, в которой я живу / La piel que habito — Педро Альмодовар - Спящий голос / La voz dormida — Бенито Самбрано и Игнасио дель Мораль |
| Лучший иностранный фильм на испанском языке | Лучший европейский фильм |
| - Китайская сказка / Un cuento chino • Аргентина - Билет в рай / Boleto al paraíso • Куба - Мисс Пуля / Miss Bala • Мексика - Виолета отправилась на небеса / Violeta se fue a los cielos • Чили                                                                       | - Артист / The Artist • Франция - Джейн Эйр / Jane Eyre • Великобритания - Меланхолия / Melancholia • Дания - Резня / Carnage • Франция |
| Лучший режиссёрский дебют | Лучший мультипликационный фильм |
| - Кике Маильо — Ева: Искусственный разум / Eva - Пако Аранго — Мактуб / Maktub - Эдуардо Чаперо-Джексон — Вербо / Verbo - Паула Ортис — От твоего окна до моего / De Tu Ventana a la Mía                                                                               | - Морщинки / Arrugas - Cartago Nova - Как приручить зомби / Papá Soy Una Zombi - The Little Wizard |

### Другие номинации
| Лучшая операторская работа | Лучший монтаж |
| --- | --- |
| - Блэкторн / Blackthorn — Хуан Антонио Руис Анчия - Ева: Искусственный разум / Eva — Арнау Вальс Коломер - Кожа, в которой я живу / La piel que habito — Хосе Луис Алькаине - Нет мира для нечестивых / No habrá paz para los malvados — Унакс Мендия                                                                                     | - Нет мира для нечестивых / No habrá paz para los malvados — Пабло Бланко - Блэкторн / Blackthorn — Давид Гальярт - Ева: Искусственный разум / Eva — Елена Руис - Кожа, в которой я живу / La piel que habito — Хосе Сальседо |
| Лучшая работа художника | Лучший продюсер |
| - Блэкторн / Blackthorn — Хуан Педро де Гаспар - Ева: Искусственный разум / Eva — Лайя Колет - Кожа, в которой я живу / La piel que habito — Antxón Gómez - Нет мира для нечестивых / No habrá paz para los malvados — Антон Лагуна | - Блэкторн / Blackthorn — Андрес Сантана - Ева: Искусственный разум / Eva — Тони Каррисоса - Кожа, в которой я живу / La piel que habito — Тони Новелья - Нет мира для нечестивых / No habrá paz para los malvados — Палома Молина |
| Лучший звук | Лучшие спецэффекты |
| - Нет мира для нечестивых / No habrá paz para los malvados — Маркос де Оливейра и Начо Ройо-Вильянова - Блэкторн / Blackthorn — Даниэль Фонтродона, Марк Ортс и Фабиола Ордой - Ева: Искусственный разум / Eva — Россинйоль, Тарраго и Марк Ортс - Кожа, в которой я живу / La piel que habito — Иван Марин, Марк Ортс и Палейо Гутьеррес | - Ева: Искусственный разум / Eva — Артуро Бальсейро и Льюис Кастельс - Пожиратели / Intruders — Рауль Романильос и Давид Эрас - Кожа, в которой я живу / La piel que habito — Рейес Абадес и Эдуардо Диас - Нет мира для нечестивых / No habrá paz para los malvados — Рауль Романильос и Чема Реманча                                          |
| Лучшие костюмы | Лучший грим |
| - Блэкторн / Blackthorn — Клара Бильбао - Кожа, в которой я живу / La piel que habito — Пако Дельгадо - Спящий голос / La voz dormida — Мария Хосе Иглесиас Гарсия - Нет мира для нечестивых / No habrá paz para los malvados — Патрисия Монне                                                                                            | - Кожа, в которой я живу / La piel que habito — Кармеле Солер, Давид Марти и Маноло Карретеро - Блэкторн / Blackthorn — Ана Лопес-Пуигсервер и Белен Лопес-Пуигсервер - Ева: Искусственный разум / Eva — Конча Родригес и Хесус Мартос - Нет мира для нечестивых / No habrá paz para los malvados — Монтсе Бокерас, Начо Диас и Серхио Перес    |
| Лучшая музыка | Лучшая песня |
| - Кожа, в которой я живу / La piel que habito — Альберто Иглесиас - Блэкторн / Blackthorn — Лусио Годой - Ева: Искусственный разум / Eva — Евгений Гальперин и Саша Гальперин - Нет мира для нечестивых / No habrá paz para los malvados — Марио де Бенито                                                                                | - Nana de la Hierbabuena Кармен Агредано — Спящий голос / La voz dormida - Debajo del Limón Пауля Ортиса и Пачи Гарсии Алис — От твоего окна до моего / De Tu Ventana a la Mía - Nuestra Playa Eres Tú Хорхе Переса Кинтеро, Бори Хименеса Мериды и Патрисио Марин Диас — Мактуб / Maktub - Verbo Паскаль Гаин и Игнасио Форнес — Вербо / Verbo |
| Лучший короткометражный фильм | Лучший короткометражный мультипликационный фильм |
| - El Barco Pirata - El Premio - Matar a un Niño - Meine Liebe | - Birdboy - Ella - Quién Aguanta Más - Rosa |
| Лучший документальный фильм | Лучший короткометражный документальный фильм |
| - Escuchando al Juez Garzón - 30 Años de Oscuridad - El Cuaderno de Barro - Morente. El Barbero de Picasso | - Regreso a Viridiana - Alma - Nuevos Tiempos - Virgen Negra |

## Премия «Гойя» за заслуги
- Хосефина Молина